# Ulrich Grossbach
Ulrich Grossbach (* 6. März 1936; † 14. Oktober 2020) war ein deutscher Biologe.

## Leben
Nach der Promotion zum Dr. rer. nat. am 7. Januar 1970 in Tübingen war er von 1976 bis 2001 Professor für Entwicklungslehre und Entwicklungsbiologie in Göttingen.

## Schriften (Auswahl)
- Chromosomen-Aktivität und biochemische Zelldifferenzierung in den Speicheldrüsen von Camptochironomus. Tübingen 1970, OCLC 831072700.

| Personendaten    | Personendaten     |
| ---------------- | ----------------- |
| NAME             | Grossbach, Ulrich |
| KURZBESCHREIBUNG | deutscher Biologe |
| GEBURTSDATUM     | 6. März 1936      |
| STERBEDATUM      | 14. Oktober 2020  |